# Патрик Фишлер
Патрик Фишлер (енгл. Patrick Fischler; Лос Анђелес, 29. децембар 1969), амерички је филмски и ТВ глумац.
Дипломирао је на Тиш школи уметности у Њујорку, а професионалну глумачку каријеру започео је 1993. године. Године 1994. играо је путника у лифту у хваљеном акционом филму Брзина. Такође Фишлер је играо и у филмовима Сенка, Булевар звезда, Пливајући с ајкулама, Велики Бак Хауард и Ферплеј. Често се појављује у делима Дејвида Линча.